# 福島宜三

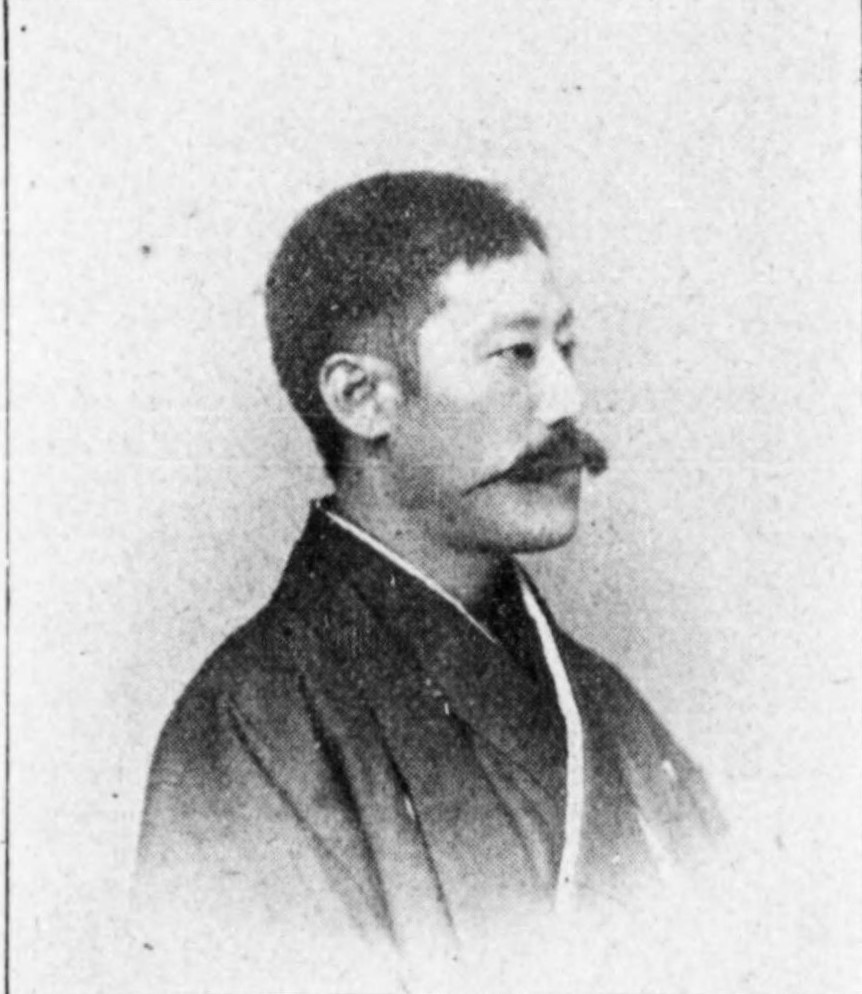
福島宜三

福島 宜三（ふくしま よしぞう、1861年4月18日（文久元年3月9日） - 1927年（昭和2年）3月22日）は、日本の実業家。政治家、衆議院議員（3期）。

## 経歴
福井県出身。英吉利法律学校で学ぶ。小学校訓導、大津日報主幹、大津商工会議所理事長となる。また、農商務省御用掛、同属、同省より商工業視察のため渡欧する。のち、大韓勧農、帝国電燈、東洋電気工業各(株)取締役、東洋生命保険、東京運河土地各(株)社長、金沢電気軌道、城東電気軌道各(株)監査役を務めた。
1902年の第7回衆議院議員総選挙において福井県郡部から壬寅会公認で立候補して初当選する。1903年の第8回衆議院議員総選挙で次点で落選。6月に伊藤淳の死去により繰り上げ当選となる。1904年の第9回衆議院議員総選挙では甲辰倶楽部から出馬して三選した。衆議院議員を3期務め、1908年の第10回衆議院議員総選挙は不出馬。1927年に死去した。